# Суслопаров, Илья Сергеевич
Илья́ Серге́евич Суслопа́ров (род. 4 февраля 1987, Нижнекамск, Татарская АССР, РСФСР, СССР) — российский хоккеист, чемпион Универсиады.

## Биография
Воспитанник нижнекамского «Нефтехимика», в молодёжной команде которого дебютировал в 15 лет в сезоне 2001/2002 Первой лиги.
По ходу сезона 2005/2006 перешёл в клубы Высшей лиги — сначала в «Олимпию» из Кирово-Чепецка, а в сезоне 2007/2008 — в лениногорский «Нефтяник». В 2009 году участвовал в победном для сборной России хоккейном турнире на Зимней Универсиаде, проходившей в китайском Харбине (в 6 матчах забросил 1 шайбу и отдал голевую передачу).
В сезоне 2009/2010 после 1 матча в составе медногорского «Металлурга» был дозаявлен в орский «Южный Урал» (по соглашению о сотрудничестве клубов).
Начиная с сезона 2010/2011 играл в клубах Высшей хоккейной лиги — сначала в московских «Крыльях Советов», а с 19 января 2011 года в течение многих лет — в нефтекамском «Торосе», с которым трижды завоёвывал главный трофей лиги — «Братину» (2011/2012, 2012/2013, 2014/2015) и участвовал в третьем раунде Континентального кубка 2013/2014.
В 2016 году вернулся в состав «Южного Урала», в 2018 году завершил игровую карьеру.

## Достижения
- Чемпион Зимней Универсиады 2009